# FOB Chapman

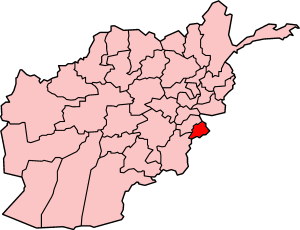
Afghanistan; hervorgehoben: Provinz Chost

FOB Chapman (auch: „Camp Chapman“) war eine Forward Operating Base (FOB) bei Chost. Sie wurde in der Nähe eines Militärflugplatzes auf dem Gelände einer afghanischen Militärbasis errichtet, ursprünglich für ein Provincial Reconstruction Team, und wurde im Krieg in Afghanistan seit 2001 von der CIA, insbesondere der Special Activities Division genutzt.
Benannt ist sie nach Nathan Ross Chapman (1970–2002), dem ersten amerikanischen Soldaten, der im Krieg der USA gegen Afghanistan fiel.
Am 30. Dezember 2009 erhielt ein Doppelagent, der jordanische Arzt Homam Khaleel Mohammad Abu Malla, Zugang ins Innere der FOB und sprengte sich in die Luft, wobei neben sechs weiteren Opfern auch die Leiterin der Basis, Jennifer Lynne Matthews, ums Leben kam. Dieses Attentat wird im Spielfilm Zero Dark Thirty dargestellt.
Am 2. Dezember 2020 explodierte ein mit Sprengstoff geladenes Humvee auf dem Angestellten-Parkplatz. Dadurch starben vier Mitglieder der Khost Protection Force KPF und drei afghanische Soldaten sowie mindestens sechs Zivilisten.